# بولس الراهب الأنطاكي
بولس الراهب الأنطاكي كان راهبًا مسيحيًا ملكانيًا، وأسقفًا، ومؤلفًا، عاش بين القرنين الحادي عشر والثالث عشر. أشهر أعماله هي الدفاعات عن المسيحية التي كتبها للمسلمين وأطروحة حث فيها على اعتناق المسلمين واليهود للمسيحية.

## الحياة
كل ما نعرفه عن بولس تقريبًا مستمد من كتاباته الباقية. كان من سكان أنطاكية في العصر الذهبي للإسلام، وأصبح راهبًا ثم خدم أسقفًا في صيدا [الإنجليزية]. حتى القرن الذي عاش فيه غير مؤكد. وقد استخدم كتابات إيليا النصيبيني [الإنجليزية]، الذي توفي عام 1046، وأقدم مخطوطة معروفة لعمله ترجع إلى عام 1232.
في رسالته إلى صديق مسلم ، يزعم بولس أنه سافر إلى «أوطان الروم [أي البيزنطيين]، والقسطنطينية، وبلاد أمالفي، وبعض المقاطعات الفرنجية، وروما». وهناك التقى وناقش القرآن «مع رجال بارزين وعلماء». وقد أثيرت الشكوك حول دقة هذه الادعاءات. ويرى العديد من المعلقين أن هذه النصوص مجرد أسلوب أدبي، أو خيال يسمح لبولس بأن ينأى بنفسه عن الاعتراضات على الإسلام التي عبر عنها محاوروه الأوروبيون. وعلى أساس أن هذه كانت رحلات حقيقية، يزعم بولس الخوري أن نشاط بولس كان في الفترة 1140-1180، لأنها كانت فترة من الهدوء النسبي بعد تأسيس الدول الصليبية وقبل صعود صلاح الدين. ومن ناحية أخرى، يضع هيرمان تيول نشاط بولس في وقت سابق، حوالي عام 1100. يقترح ديفيد توماس وسيدني جريفيث تاريخًا متأخرًا، حوالي عام 1200، باعتباره التاريخ الأكثر احتمالًا، على أساس أن كتاباته الجدلية من غير المرجح أن تمر دون أن يلاحظها أحد لفترة طويلة.

## الأعمال
كتب بولس باللغة العربية. هناك 24 عملًا مخطوطًا تُنسب إليه، ولكن خمسة أو ستة فقط منها مقبولة على أنها أصلية. وقد حُررت خمسة منها وترجمتها إلى الفرنسية في طبعة نقدية نشرها بول خوري في عام 1964. نُشرت عدة أطروحات أخرى متنازع عليها حول صحتها في عام 1906 مع ترجمات ألمانية. في عام 2013، ظهرت الترجمات الروسية مطبوعة. وقد تُرجمَت رسالته إلى صديق مسلم إلى اللغة الإنجليزية.
الأعمال الستة المعروفة لبولس هي:
- رسالة إلى صديق مسلم
- رسالة فكرية موجزة
- رسالة إلى الأمم واليهود
- رسالة في الطوائف المسيحية
- رسالة في الوحدانية والاتحاد
- ردود على شيخ مسلم

تنقل رسالة إلى صديق مسلم الحجج التي سمعها بولس من مختلف المفكرين الأوروبيين فيما يتعلق بالقرآن والحديث. الرسالة الفكرية الموجزة هي معالجة عامة مختصرة للعقل. تتناول رسالة الطوائف المسيحية الطوائف المعاصرة. الرسالة إلى الأمم واليهود هي رسالة دفاعية وتبشيرية تسعى إلى إظهار سبب وجوب اعتناق الجميع للمسيحية. الرسالة في الوحدانية والاتحاد هي مناقشة للثالوث والاتحاد الأقنومي. والردود على شيخ مسلم هي رسالة تهدف إلى دحض النسبية الأخلاقية والحتمية اللاهوتية [الإنجليزية] والدفاع عن معجزات النبي عيسى.
لقد أثارت الرسالة إلى صديق مسلم استجابة كبيرة من علماء الدين المسلمين. وقد أجاب القرافي على الرسالة الأصلية في القرن الثالث عشر. وقد راجعها ووسعها في أوائل القرن الرابع عشر باعتباره رسالة من أهل قبرص، والتي أثارت ردود فعل من ابن تيمية وابن أبي طالب الدمشقي.

## ملحوظات
1. 1 2 3 4 5 6  Thomas 2012، صفحة 78.
2. 1 2 3  Griffith 2014، صفحة 217.
3. ↑  Thomas 2012، صفحة 80.
4. ↑  Griffith 2014، صفحة 218.
5. ↑  Thomas 2012، صفحات 78, 80–81.
6. ↑  Thomas 2012، صفحة 78, and Griffith 2014، صفحة 216, give five authentic works, as published by Khoury 1994, while Treiger 2018، صفحة 334, lists five in addition to the Letter to a Muslim Friend.
7. ↑  Griffith 2014، صفحة 216, citing Khoury 1994.
8. ↑  Griffith 2014، صفحة 216, citing Graf 1906 and Horten 1906.
9. ↑  Treiger 2018، صفحة 334, citing Davydenkov 2013.
10. ↑  Griffith 2014، صفحات 219–234.
11. ↑  Treiger 2018، صفحات 333–334.
12. ↑  Thomas 2012، صفحات 79–80.
13. ↑  Treiger 2018، صفحة 337.
14. ↑  Thomas 2012، صفحة 81.

## فهرس
- Davydenkov، Oleg (2013). "Bulus ar-Rahib i ego tvorenija" [Būlus al-Rāhib and His Works]. في Natalia G. Golovnina (المحرر). Araby-Khristiane v istorii i literature Blizhnego Vostoka [Arab Christians in the History and Literature of the Near East]. PSTGU. ص. 62–149.
- Ebied، Rifaat؛ Thomas، David، المحررون (2005). Muslim–Christian Polemic during the Crusades: The Letter from the People of Cyprus and Ibn Abī Ṭālib al-Dimashqī's Response. Brill.
- Graf، Georg (1906). "Philosophisch-theologische  Schriften  des  Paulus  al-Râhib,  Bischofs  von  Sidon". Jahrbuch für Philosophie und speculative Theologie. ج. 20: 55–86, 160–179.
- Griffith، Sidney H. (2014). "Paul of Antioch". في Samuel Noble؛ Alexander Treiger (المحررون). The Orthodox Church in the Arab World, 700–1700: An Anthology of Sources. Cornell University Press. ص. 216–235.
- Horten، Max [بالألمانية] (1906). "Paulus, Bischof von Sidon (XIII. Jahrh.): Einige seiner phi-losophischen Abhandlungen". Philosophisches Jahrbuch. ج. 19: 144–166.
- Khoury، Paul [بالألمانية] (1994) [1964]. Paul d'Antioche: Traités théologiques (ط. 2nd). Echter.
- Michel، Thomas F.، المحرر (1984). A Muslim Theologian's Response to Christianity: Ibn Taymiyya's al-Jawab al-Sahih. Caravan Books.
- Teule، Herman G. B. (2005). "Paul of Antioch's Attitude towards the Jews and the Muslims: His Letter to the Nations and the Jews". في Marcel Poorthuis؛ Barbara Roggema؛ Pim Valkenberg (المحررون). The Three Rings: Textual Studies in the Historical Trialogue of Judaism, Christianity and Islam. Peeters. ص. 91–110.
- Thomas، David (2001). "Paul of Antioch's Letter to a Muslim Friend and The Letter from Cyprus". في David Thomas (المحرر). Syrian Christians under Islam, the First Thousand Years. Brill. ص. 203–221.
- Thomas، David (2012). "Paul of Antioch". في David Thomas؛ Alex Mallett (المحررون). Christian–Muslim Relations: A Bibliographical History. Brill. ج. 4 (1200–1350). ص. 78–82.
- Treiger، Alexander (2018). "Paul of Antioch's Responses to a Muslim Sheikh". في David Bertaina؛ Sandra Toenies Keating؛ Mark N. Swanson؛ Alexander Treiger (المحررون). Heirs of the Apostles: Studies on Arabic Christianity in Honor of Sidney H. Griffith. Brill. ص. 333–346. DOI:10.1163/9789004383869_016.